# BWF Future Series 2020
Die BWF Future Series 2020 war die 14. Auflage der BWF Future Series im Badminton. Durch die COVID-19-Pandemie fiel ein Großteil der Veranstaltungen aus.

## Turniere und Sieger
| Veranstaltung               | Herreneinzel       | Dameneinzel       | Herrendoppel                                          | Damendoppel                     | Mixed                              |
| --------------------------- | ------------------ | ----------------- | ----------------------------------------------------- | ------------------------------- | ---------------------------------- |
| Iceland International       | Fathurrahman Fauzi | Rachel Sugden     | Anton Monnberg Jesper Paul                            | Asmita Chaudhari Pamela Reyes   | Alex Green Annie Lado              |
| Slovak International        | Jan Louda          | Lin Jhih-yun      | Lin Shang-kai Tseng Min-hao                           | Lee Chia-hsin Lin Jhih-yun      | Lu Ming-che Wu Ti-jung             |
| Kenya International         | Chirag Sen         | Aakarshi Kashyap  | Kathiravun Concheepuran Manivannan Santhosh Gajendran | Doha Hany Hadia Hosny           | Adham Hatem Elgamal Doha Hany      |
| Peru International          | Yushi Tanaka       | Momoka Kimura     | Rubén Castellanos Christopher Martínez                | Daniela Macías Dánica Nishimura | Daniel La Torre Paula La Torre     |
| Giraldilla                  | nicht ausgetragen  | nicht ausgetragen | nicht ausgetragen                                     | nicht ausgetragen               | nicht ausgetragen                  |
| North Harbour International | nicht ausgetragen  | nicht ausgetragen | nicht ausgetragen                                     | nicht ausgetragen               | nicht ausgetragen                  |
| Lithuanian International    | nicht ausgetragen  | nicht ausgetragen | nicht ausgetragen                                     | nicht ausgetragen               | nicht ausgetragen                  |
| German International        | nicht ausgetragen  | nicht ausgetragen | nicht ausgetragen                                     | nicht ausgetragen               | nicht ausgetragen                  |
| Styrian International       | nicht ausgetragen  | nicht ausgetragen | nicht ausgetragen                                     | nicht ausgetragen               | nicht ausgetragen                  |
| Latvia International        | Mihkel Laanes      | Catlyn Kruus      | Mikk Järveoja Mihkel Laanes                           | Kati-Kreet Marran Helina Rüütel | Mihkel Laanes Helina Rüütel        |
| Nepal International         | nicht ausgetragen  | nicht ausgetragen | nicht ausgetragen                                     | nicht ausgetragen               | nicht ausgetragen                  |
| Sydney International        | nicht ausgetragen  | nicht ausgetragen | nicht ausgetragen                                     | nicht ausgetragen               | nicht ausgetragen                  |
| Maldives Future Series      | nicht ausgetragen  | nicht ausgetragen | nicht ausgetragen                                     | nicht ausgetragen               | nicht ausgetragen                  |
| Benin International         | nicht ausgetragen  | nicht ausgetragen | nicht ausgetragen                                     | nicht ausgetragen               | nicht ausgetragen                  |
| Croatian International      | nicht ausgetragen  | nicht ausgetragen | nicht ausgetragen                                     | nicht ausgetragen               | nicht ausgetragen                  |
| Bulgarian International     | Luka Ban           | Linda Zechiri     | Daniel Nikolov Ivan Rusev                             | Gabriela Stoeva Stefani Stoeva  | Iliyan Stoynov Hristomira Popovska |
| Myanmar International       | nicht ausgetragen  | nicht ausgetragen | nicht ausgetragen                                     | nicht ausgetragen               | nicht ausgetragen                  |
| Bahrain International       | nicht ausgetragen  | nicht ausgetragen | nicht ausgetragen                                     | nicht ausgetragen               | nicht ausgetragen                  |
| Cyprus International        | nicht ausgetragen  | nicht ausgetragen | nicht ausgetragen                                     | nicht ausgetragen               | nicht ausgetragen                  |
| Chile International         | nicht ausgetragen  | nicht ausgetragen | nicht ausgetragen                                     | nicht ausgetragen               | nicht ausgetragen                  |
| Egypt International         | nicht ausgetragen  | nicht ausgetragen | nicht ausgetragen                                     | nicht ausgetragen               | nicht ausgetragen                  |
| Israel International        | nicht ausgetragen  | nicht ausgetragen | nicht ausgetragen                                     | nicht ausgetragen               | nicht ausgetragen                  |
| Algeria International       | nicht ausgetragen  | nicht ausgetragen | nicht ausgetragen                                     | nicht ausgetragen               | nicht ausgetragen                  |
| Guatemala International     | nicht ausgetragen  | nicht ausgetragen | nicht ausgetragen                                     | nicht ausgetragen               | nicht ausgetragen                  |
| Slovenia Future Series      | nicht ausgetragen  | nicht ausgetragen | nicht ausgetragen                                     | nicht ausgetragen               | nicht ausgetragen                  |
| Costa Rica International    | nicht ausgetragen  | nicht ausgetragen | nicht ausgetragen                                     | nicht ausgetragen               | nicht ausgetragen                  |
| Botswana International      | nicht ausgetragen  | nicht ausgetragen | nicht ausgetragen                                     | nicht ausgetragen               | nicht ausgetragen                  |
| Zambia International        | nicht ausgetragen  | nicht ausgetragen | nicht ausgetragen                                     | nicht ausgetragen               | nicht ausgetragen                  |
| South Africa International  | nicht ausgetragen  | nicht ausgetragen | nicht ausgetragen                                     | nicht ausgetragen               | nicht ausgetragen                  |
| El Salvador International   | nicht ausgetragen  | nicht ausgetragen | nicht ausgetragen                                     | nicht ausgetragen               | nicht ausgetragen                  |